# 直排輪

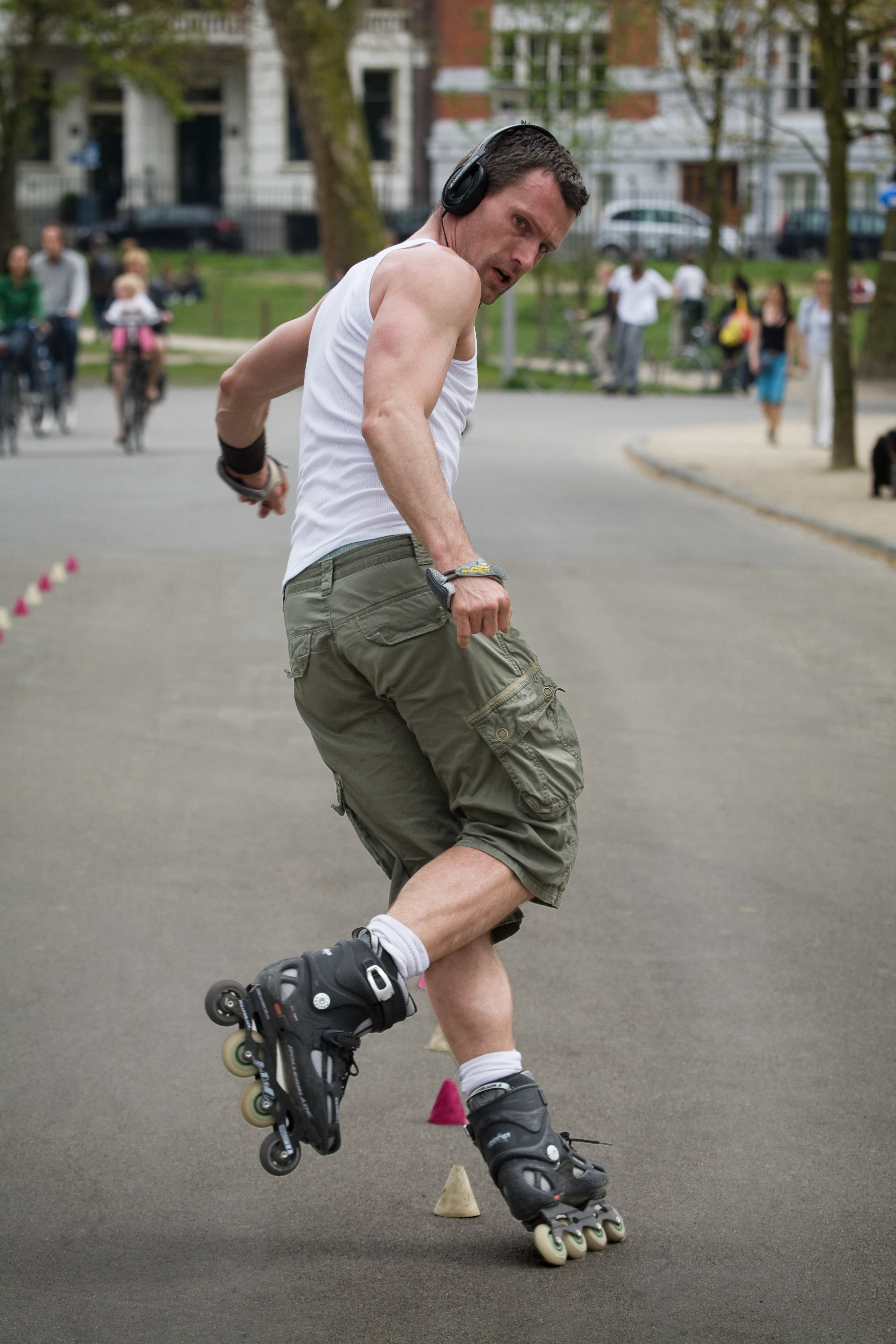
在阿姆斯特丹馮德爾公園玩直排輪的男子

直排輪（Inline skating）是多種專業的体育运动，也可以指許多用直排輪鞋進行的運動。直排輪鞋會有二個到五個聚氨酯的輪子排成一排，裝在直排輪鞋底金屬或塑膠的支架上。直排輪的設計，在速度及操控性上都比傳統二排的輪鞋要好。依照此基本設計理念，也可以修改直排輪鞋來配合其他不同的運動。
直排輪最早會用商標名稱rollerblading表示，或是直接簡稱blading，這是因為知名的直排輪廠商Rollerblade。

## 歷史

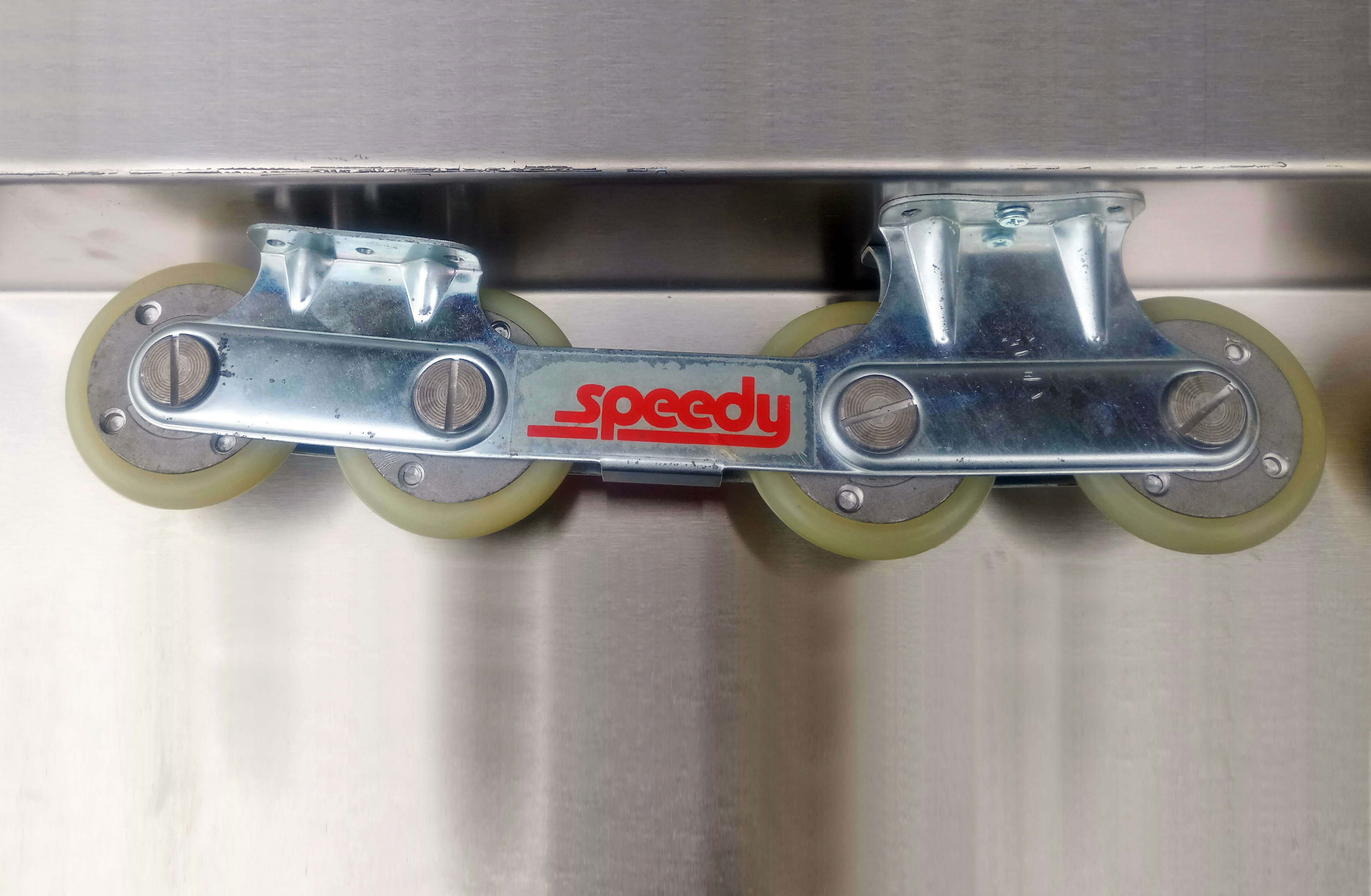
1978年的SKF-Speedy

瑞典軸承專業廠商斯凱孚（SKF）的德國分公司在1978年開發直排輪鞋，用在直排輪曲棍球，也可以在街道上運動。不過此計劃一年後終止。因為管理階層不希望產品線中有消費性產品。
後來其他廠家也開發了直排輪鞋，希望可以取代冰刀。《生活》雜誌曾拍攝一張美國溜冰選手埃里克·海登的照片，他正在為1980年奧運在練習，練習方式是穿著直排輪在威土康辛的路上運動。
1980年時，明尼蘇達州明尼阿波利斯的冰上曲棍球球隊想找在夏天也可以練習的方法。斯科特和布伦南·奥尔森組成了Rollerblade公司，販售直排輪鞋，其中有四個聚氨酯的輪子，直線排列在軟墊靴子的下方。他們在1984年將公司賣給小鮑勃·內格勒（Bob Naegele jr），他向大眾宣傳這種輪鞋，售出了上百萬雙直排輪鞋。

## 運動分類

### 極限直排輪
極限直排輪（Aggressive skating）是直排輪運動中專注在發揮直排輪技巧的運動類型。極限直排輪鞋一般特別適合grinds，並且設計可以跳過較大的間隙。極限直排輪鞋的特點是第二個輪子和第三個輪子之間的大間隙（稱為H-Block）。極限直排輪鞋的輪子會比傳統的直排輪鞋要小，小的輪子在grinding時碰到障礙度的可能性比較低，因此靈活度較大。而且小輪子的輪廓比較平坦，比較可以適應從較高處跳躍的衝擊力。
公園直排輪溜冰（Park skating）是指在為直排輪運動所設計的直排輪場進行一些特技。而道路直排輪溜冰（Street skating）是指在非直排輪場上進行的直排輪特技。

### 花式直排輪

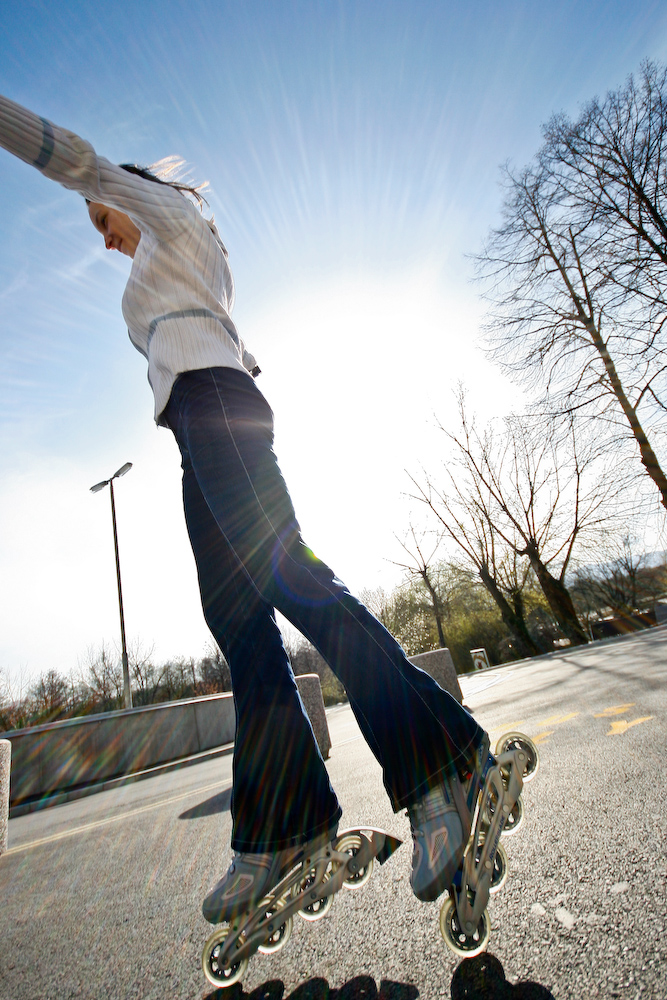
休閒直排輪

花式滑輪溜冰者（Artistic roller skaters）會用傳統的輪型溜冰鞋，也會用直排輪鞋。此運動很類似在冰上的花式溜冰，但比較可以溫暖的地方進行。直排輪鞋的花式滑輪在2002年起，已納入世界錦標賽中。

### 健身／休閒直排輪
休閒溜冰者一般會在道路、自行車道或是有鋪砌的小徑上溜冰。可能會為了交通或是健身的目的單獨運動，也可能和朋友一起溜冰，或是參與其他有組織性的活動。一般而言，在市區比較容易有交通相關的危險，因此許多城市會有社會團體，設法讓溜冰變的比較安全。
健身溜冰者比較常溜冰，溜冰的距離也會比較遠。健身溜冰者的直排輪鞋會選用較快速度的軸承，輪子也會選比較大的，其速度較快，也可以比較有效的覆蓋地面。這類的溜冰者平均時速16至24公里，有些溜冰者會挑戰距離超過50公里的長程耐力溜冰。

### 自由式直排輪
自由式溜冰（Freestyle skating）是一種在平坦地面上進行的直排輪溜冰，泛指許多的直排輪動作，這些動作是由International Freestyle Skaters Association（IFSA）所規範的。目前IFSA有規範在比賽中一定要包括三類的動作：自由式繞椿溜冰、速度過椿（speed slalom）及自由跳高（free jump）。另外也規範了兩類的動作：high jump和轮舞（jam），不過這兩種不是必需的。

### 曲棍球
直排輪曲棍球是在穿直排輪鞋進行的曲棍球。最早是因為冰上曲棍球選手希望在夏季也可以練習而產生的運動。這種曲棍球的輪徑約在72-80mm。其腳趾末端也是方形的。穿在腳上的感覺類似ice skate，以便模擬冰上曲棍球進行訓練。

### 直排輪足球
五人制足球也可以穿直排輪進行，可以是室內活動，也可以在室外進行。

### 競速直排輪
競速直排輪（競速滑輪）是用直排輪競賽，類似賽跑的活動，看哪一個選手先抵達終點，一般會在平坦的場地上舉行。

### U型池直排輪
U型池直排輪是指在U型池中進行的直排輪運動，U型池類似將圓管切成一半的形狀，兩側有垂直往上延伸的部份。U型池直排輪類似用直排輪表現的一種体操。U型池直排輪的運動目的是要滑的比U型池的U型金屬部份還高，而且有旋轉或是翻轉等動作。其過程需要複雜且辛苦的空中練習（例如旋轉及翻轉）。運動者的目的是在要在U型池往復的行進，有足夠的速度後再滑到夠高的位置，並且表演各種的空中動作。U型池直排輪比賽有時間的限制（多半不超過一分鐘），參賽者
要用各種困難的動作打動評審，給予高分。U型池直排輪比賽曾經是世界极限运动会中的一部份。有些直排輪場內也會有U型池。

### 高山直排輪
高山直排輪和滑雪有關，因為許多的滑雪者會在夏季沒有雪的時候在山坡上進行類似的練習。高山直排輪的溜冰者需以高速從山坡上下降，並且穿過由許多的門組成的路徑。其基本動作類似滑雪，因此不少運動員會練習滑雪以及高山直排輪。

## 外部連結
- 中的“Inline skating”